# Isla de Afuera
Isla de Afuera är en ö i Mexiko. Den tillhör kommunen Ensenada i delstaten Baja California, i den nordvästra delen av landet. Arean är 0,37 kvadratkilometer.